# Khagaria
Khagaria ist eine Stadt im indischen Bundesstaat Bihar.
Die Stadt ist Verwaltungssitz des gleichnamigen Distrikts. Khagaria liegt ca. 173 km von Bihars Hauptstadt Patna entfernt. Khagaria hat den Status eines City Council (Nagar parishad). Die Stadt ist in 26 Wards (Wahlkreise) gegliedert.

## Demografie
Die Einwohnerzahl der Stadt liegt laut der Volkszählung von 2011 bei 49.406. Khagaria hat ein Geschlechterverhältnis von 858 Frauen pro 1000 Männer und damit einen für Indien üblichen Männerüberschuss. Die Alphabetisierungsrate lag bei 83,36 % im Jahr 2011. Knapp 89 % der Bevölkerung sind Hindus und ca. 11 % sind Muslime. 14,7 % der Bevölkerung sind Kinder unter 6 Jahren.